# Motofumi Ohashi
Motofumi Ohashi (大橋 基史 Ohashi Motofumi?), född 24 juni 1987 i Saitama prefektur, är en japansk fotbollsspelare.
Ohashi började sin karriär 2010 i Zweigen Kanazawa. Han spelade 108 ligamatcher för klubben. Han avslutade karriären 2016.